# Coolidge (Texas)
Coolidge es un pueblo ubicado en el condado de Limestone en el estado estadounidense de Texas. En el Censo de 2010 tenía una población de 955 habitantes y una densidad poblacional de 375,1 personas por km².

## Geografía
Coolidge se encuentra ubicado en las coordenadas 31°45′5″N 96°39′8″O / 31.75139, -96.65222. Según la Oficina del Censo de los Estados Unidos, Coolidge tiene una superficie total de 2.55 km², de la cual 2.46 km² corresponden a tierra firme y (3.46%) 0.09 km² es agua.

## Demografía
Según el censo de 2010, había 955 personas residiendo en Coolidge. La densidad de población era de 375,1 hab./km². De los 955 habitantes, Coolidge estaba compuesto por el 52.04% blancos, el 20.42% eran afroamericanos, el 1.68% eran amerindios, el 0% eran asiáticos, el 0% eran isleños del Pacífico, el 23.04% eran de otras razas y el 2.83% pertenecían a dos o más razas. Del total de la población el 43.04% eran hispanos o latinos de cualquier raza.